# پت کوپر
پت کوپر (به انگلیسی: Pat Cooper) (زاده ۳۱ ژوئیه ۱۹۲۹) بازیگر و کمدین آمریکایی است.
از فیلم‌های معروف او می‌توان به بازی در فیلم تحلیل این اشاره کرد.